# Anton Rebhan
Anton Rebhan (* 10. März 1960 in Gaspoltshofen) ist ein österreichischer theoretischer Physiker.
Rebhan ist der Sohn eines Elektrikers und absolvierte seine Matura an einem Werkschulheim mit gleichzeitiger Ausbildung zum Radio- und Fernsehtechniker. Das Interesse an theoretischer Physik erwachte bei ihm über das Studium philosophischer Werke. Er studierte ab 1979 technische Physik an der Technischen Universität Wien (TU Wien) mit dem Abschluss als Diplomingenieur 1984. Er wurde 1988 bei Wolfgang Kummer an der Universität Wien in theoretischer Physik promoviert. 1987 war er Gastwissenschaftler am Lebedew-Institut in Moskau und 1986 bis 1989 Universitätsassistent an der TU Wien. Gleichzeitig absolvierte er seinen Wehrdienst. Von 1990 bis 1992 war er am CERN (Theorieabteilung) und ein halbes Jahr am französischen Teilchenforschungszentrum in Annecy, habilitierte sich 1992 an der TU Wien, war 1993 Lehrstuhlvertreter an der Universität Bielefeld und war von 1993 bis 1995 am Deutschen Elektronen-Synchrotron (DESY) in Hamburg. 1996 wurde er Assistenzprofessor und 1998 außerordentlicher Universitätsprofessor für theoretische Physik an der TU Wien. Seit 2008 ist Rebhan ordentlicher Professor. Er leitet die Arbeitsgruppe Fundamentale Wechselwirkungen.
Er befasst sich mit Quantenfeldtheorie, zum Beispiel thermische Quantenfeldtheorie mit Anwendung auf das Quark-Gluon-Plasma, supersymmetrischen Solitonen, teilweise in Zusammenarbeit mit Peter van Nieuwenhuizen und kosmologischer Störungstheorie. Seine Gruppe wandte als eine der Ersten die Theorie der Plasma-Instabilitäten auf Quark-Gluon-Plasmen an. Dabei betrachteten sie auch die duale Gravitationstheorie supersymmetrischer Yang-Mills-Plasmen über AdS-CFT und zeigten, dass das Quark-Gluon-Plasma möglicherweise eine 2004 von Đàm Thanh Sơn und Kollegen vermutete universelle Untergrenze für die Viskosität von Flüssigkeiten unterschreitet.
2011 wurde er korrespondierendes Mitglied der österreichischen Akademie der Wissenschaften, deren Erich Schmid Preis er 1990 erhielt. Er erhielt 1990 für seine Dissertation den Victor Hess Preis der Österreichischen Physikalischen Gesellschaft.
Er ist Ko-Autor einer Lehrbuchreihe zur theoretischen Physik im Spektrum-Verlag.

## Schriften
- mit Matthias Bartelmann, Björn Feuerbacher, Timm Krüger, Dieter Lüst, Andreas Wipf: Theoretische Physik, Springer-Spektrum 2015 (mit mathematischen Beiträgen von  Florian Modler und Martin Kreh)
  - Auch in vier Einzelbänden (Band 1 Mechanik, Band 2 Elektrodynamik, Band 3 Quantenmechanik,  Band 4 Thermodynamik und Statistik) 2018
- Herausgeber mit anderen: Fundamental interactions : a memorial volume for Wolfgang Kummer, World Scientific 2009
- Herausgeber mit anderen:  Strings, gauge fields, and the geometry behind : the legacy of Maximilian Kreuzer, World Scientific 2013